# Kalocsa-Kecskeméti főegyházmegye
A Kalocsa-Kecskeméti főegyházmegye (Kalocsai érsekség, latinul: Archidioecesis Colocensis-Kecskemetensis) egyike az I. István által alapított magyarországi katolikus egyházmegyéknek. Kezdetektől fogva érsekség volt, ámbár az Esztergomi érsekség mind a mai napig megőrizte a vele szembeni előnyeit, így a második legmagasabb rangú egyházmegye Magyarországon. Jelenlegi főpásztora Bábel Balázs.
Főszékesegyháza a kalocsai Nagyboldogasszony érseki főszékesegyház. Társszékesegyháza a kecskeméti Urunk Mennybemenetele érseki társszékesegyház. Volt társfőszékesegyháza a Bácsi Szent Pál érseki társfőszékesegyház

## Történelem

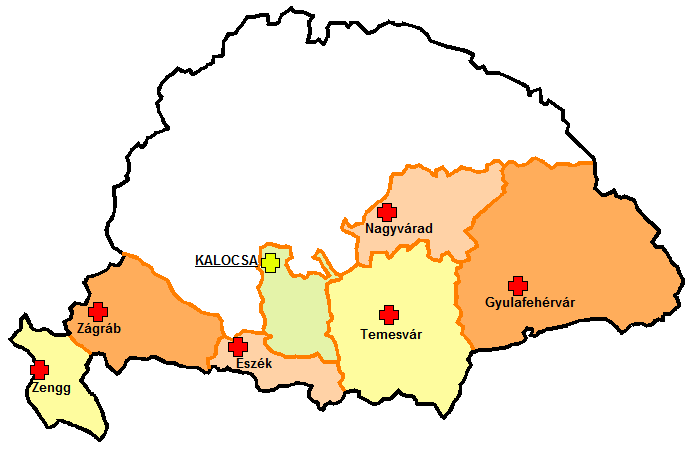
A kalocsai érseki tartomány a 18. század elején

### Neve
Több névváltoztatáson is átment:
- Neve eleinte Kalocsai érsekség.
- Később, mikor Bács is érseki székhely lett, neve Kalocsa-Bácsi érsekségre változott
- A török uralom idején elpusztult Bács városa, és újra a Kalocsai Érsekség nevet használták, de hivatalosan megmaradt a Kalocsa-Bácsi érsekség név
- A kiegyezéskor hivatalosan is Kalocsai érsekség lett a név.
- A trianoni békeszerződés után a Magyarországon maradt részek neve újra Kalocsa-Bácsi érsekség lett, illetve az elszakított területek neve Bácsi apostoli Közigazgatás, melynek székhelye Szabadka volt.
- Ez az állapot megváltozott, mikor 1968. január 25-én az elszakított területek helyén megszervezték az új püspökséget, a Szabadkai egyházmegyét.
- 1993-ban II. János Pál pápa rendezte a magyarországi helyzetet is. Ekkor lett a Kalocsa-Bácsi érsekségből Kalocsa-Kecskeméti főegyházmegye, melynek társszékhelye Kecskemét lett.

## Szervezet

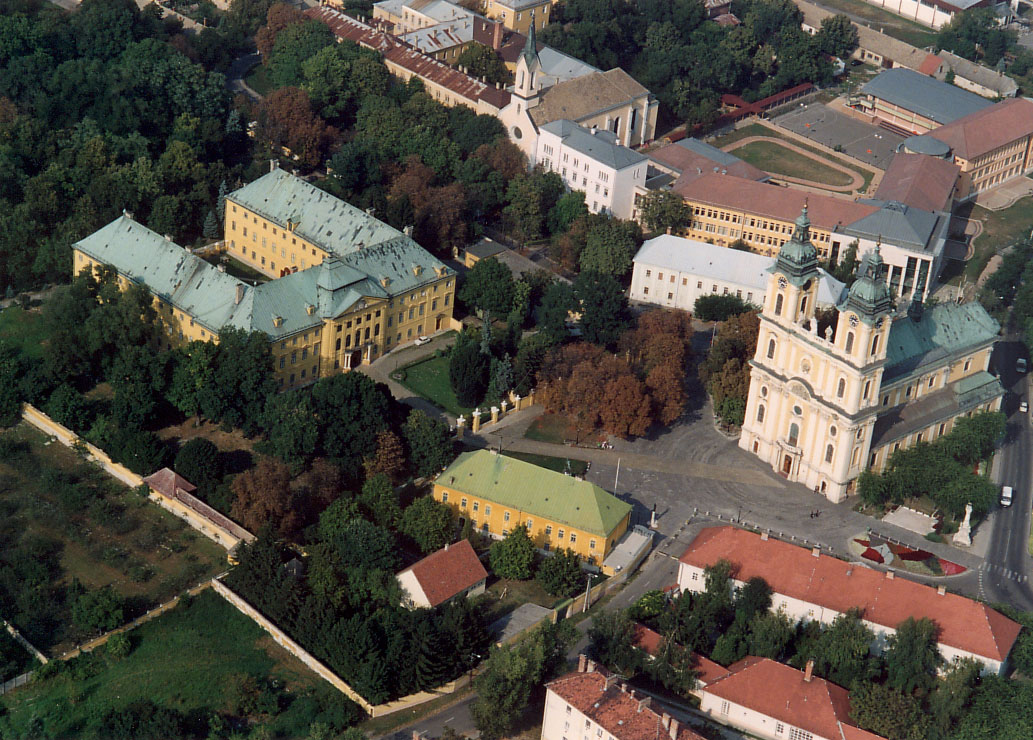
Az érseki palota és a Nagyboldogasszony-főszékesegyház

### Az egyházmegyében szolgálatot teljesítő püspökök
| Fénykép | Név, beosztás                         | Születési helye, ideje            | Kinevezés dátuma                                                                 |
| ------- | ------------------------------------- | --------------------------------- | -------------------------------------------------------------------------------- |
|         | Bábel Balázs Kalocsa-kecskeméti érsek | Gyón, 1950. október 18. (74 éves) | koadjutor püspöknek kinevezve: 1999. február 24. Megyés püspök: 1999. június 25. |

### Területi beosztás
Az érsekség területe négy főesperességre oszlik:

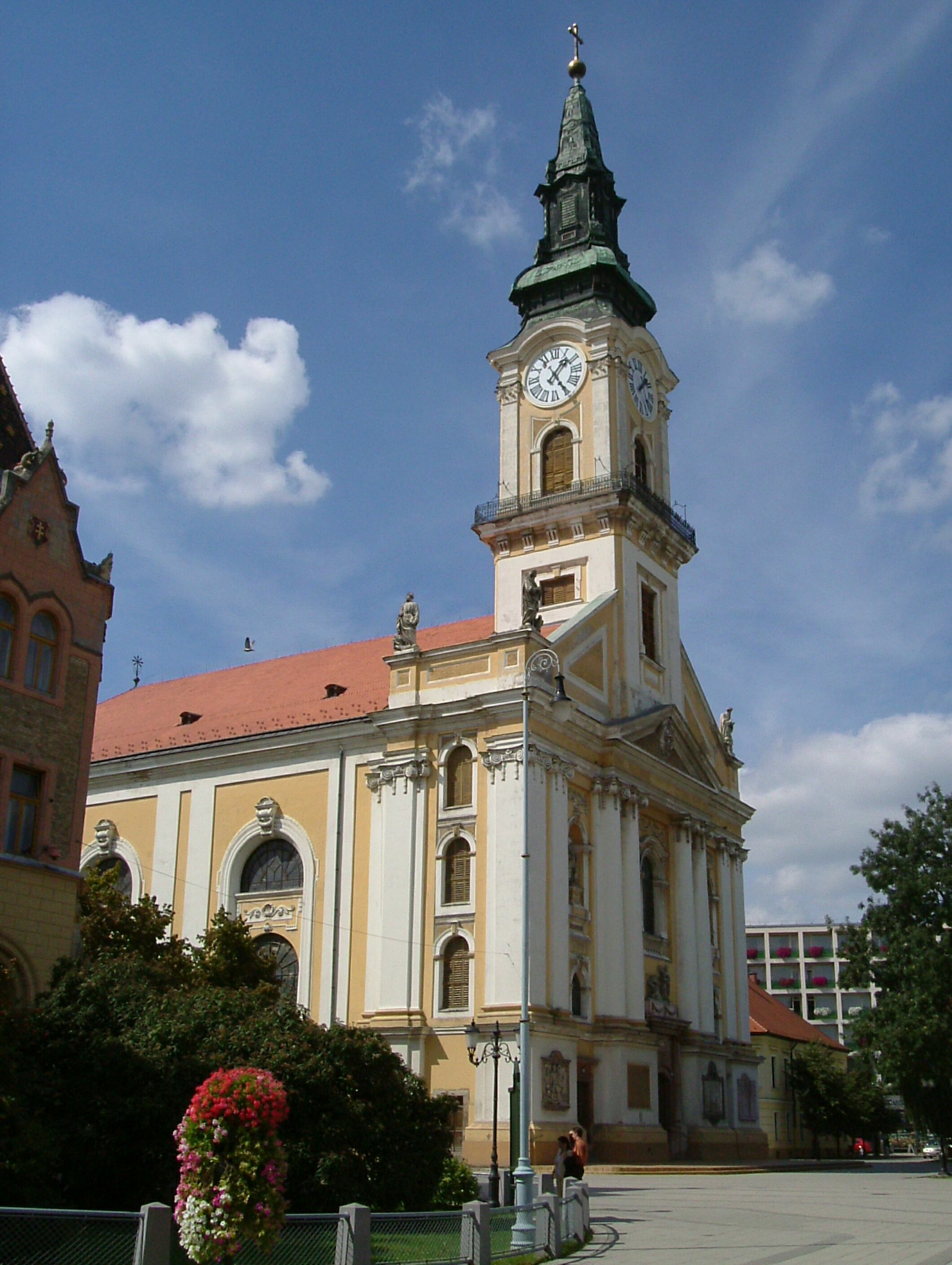
Urunk Mennybemenetele-társszékesegyház

Főszékesegyházi főesperesség
Területe két esperességre oszlik:
- Kalocsai esperesség
- Keceli esperesség

Bácsi főesperesség
Területe két esperességre oszlik:
- Bácsalmási esperesség
- Jánoshalmi esperesség

Bodrogi főesperesség
Területe két esperességre oszlik:
- Bajai esperesség
- Hajósi esperesség

Kiskunsági főesperesség
Területe négy esperességre oszlik:
- Kecskeméti esperesség
- Félegyházi esperesség
- Majsai esperesség
- Solti esperesség